# The Roaring West
The Roaring West é um seriado estadunidense de 1935, gênero Western, dirigido por Ray Taylor, em 15 capítulos, estrelado por Buck Jones, Muriel Evans, Frank McGlynn Sr., Walter Miller e William Desmond. O seriado foi produzido e distribuído pela Universal Pictures, e veiculou nos cinemas estadunidenses a partir de 8 de julho de 1935.
Foi o 27º seriado da Universal na era sonora, e o segundo dos 5 seriados de Buck Jones feitos pela Universal (seu 6º seriado, White Eagle, de 1941, já foi feito pela Columbia Pictures).

## Sinopse
O capítulo de abertura deste seriado, The Land Rush, apresenta Montana Larkin e Jinglebob Morgan em um novo território para participar de uma corrida pela terra. Eles carregam um mapa com a localização de depósitos minerais valiosos, e param no rancho de Jim Parker onde Montana salva a filha de Parker, Maria, de um cavalo selvagem. Jinglebob joga poker com o capataz Gil Gillespie e revela o segredo do mapa. Gil tem um capanga, Hank, e o manda roubar o mapa, copiá-lo e devolvê-lo sem ser visto. Montana, Jinglebob, Parker, Mary, Gillespie e Ann Hardy, uma sobrinha de Parker se reúnem no dia seguinte para a corrida pela terra, e Montana descobre que Gillespie tem uma cópia do mapa.
Montana tenta superar Gillespie na busca dos depósitos minerais, mas Mary cai de seu cavalo e Montana tenta salvá-la, mas Silver cai em um aterro juntamente com Montana e Maria. Posteriormente eles descobrem que Gillespie os venceu e já está reivindicando nove outros locais. Gillespie está disposto, porém, a compartilhar suas reivindicações com o velho Parker se ele aceitar Mary como sua noiva. Os 13 próximos capítulos decorrem até que Montana obtenha o controle total da situação.

## Elenco
- Buck Jones … Montana Larkin
- Silver ... Silver, cavalo de Montana
- Muriel Evans … Mary Parker
- Frank McGlynn Sr. … Morgan
- Walter Miller … Gil Gillespie
- Eole Galli … Ann Hardy
- Harlan Knight … Clem Morgan
- Fred Santley … cantor no Saloon
- William Desmond … Jim Parker
- Pat J. O'Brien … Steve
- Tiny Skelton … Happy
- Charles King … Tex
- William L. Thorne … Marco Brett
- George Ovey … Shorty
- Dick Rush … Xerife Clark
- Tom London ... Butch
- Jay Wilsey ... Vaqueiro Slim (não-creditado)

## Capítulos
1. The Land Rush
2. The Torrent of Terror
3. Flaming Peril
4. Stampede of Death
5. Danger in the Dark
6. Death Rides the Plains
7. Hurled to the Depths
8. Ravaging Flames
9. Death Holds the Reins
10. The Fatal Blast
11. The Baited Trap
12. The Mystery Shot
13. Flaming Torrents
14. Thundering Fury
15. The Conquering Cowpunchers

Fonte: